# Lista över insjöar i Gällivare kommun
Detta är en lista över insjöar i Gällivare kommun som är baserad på sjöns utloppskoordinat. Listan är av tekniska skäl uppdelad på flera listor.

## Listor
- Lista över insjöar i Gällivare kommun (1-1000)
- Lista över insjöar i Gällivare kommun (1001-2000)
- Lista över insjöar i Gällivare kommun (2001-3000)
- Lista över insjöar i Gällivare kommun (3001-)